# Leucos
Leucos — рід прісноводних риб родини ялецеві (Leuciscidae), поширених переважно на Балканському півострові. Виростають до 23-30 см загальної довжини.
Рід включає такі види:
- Leucos albus  (Marić, 2010)
- Leucos aula  (Bonaparte, 1841)
- Leucos basak  Heckel, 1843
- Leucos panosi  (Bogutskaya & Iliadou, 2006)
- Leucos ylikiensis  (Economidis, 1991)